# Peschadoires
Peschadoires település Franciaországban, Puy-de-Dôme megyében. Lakosainak száma 2103 fő (2022. január 1.). Peschadoires Bort-l’Étang, Escoutoux, Néronde-sur-Dore, Orléat, Saint-Jean-d’Heurs és Thiers községekkel határos.

## Népesség
A település népességének változása:
| Lakosok száma | 2099 | 2120 | 2184 | 2132 | 2126 | 2121 | 2115 | 2099 | 2103 |
|               | 2013 | 2015 | 2016 | 2017 | 2018 | 2019 | 2020 | 2021 | 2022 |